# Iddingsyt
Iddingsyt – minerał należący do gromady krzemianów.
Nazwa minerału pochodzi od nazwiska amerykańskiego petrologa Josepha Paxson Iddingsa (1857–1920).

## Właściwości
Występuje w skupieniach blaszkowych, płytkowych. Jest izotropowy optycznie, a pod mikroskopem w płytkach cienkich wykazuje ściemnianie proste oraz pleochroizm. Jest silnie dwójłomny. Jest żelazową odmianą antygorytu, tworzącą pseudomorfozy po oliwinie. Forma przejściowa oliwinu do tlenków i wodorotlenków żelaza (hematytu i goethytu) wymieszanych z minerałami ilastymi.

Przekrój skały zawierającej iddingsyt (kolor brązowy) na obrazach z mikroskopu polaryzacyjnego
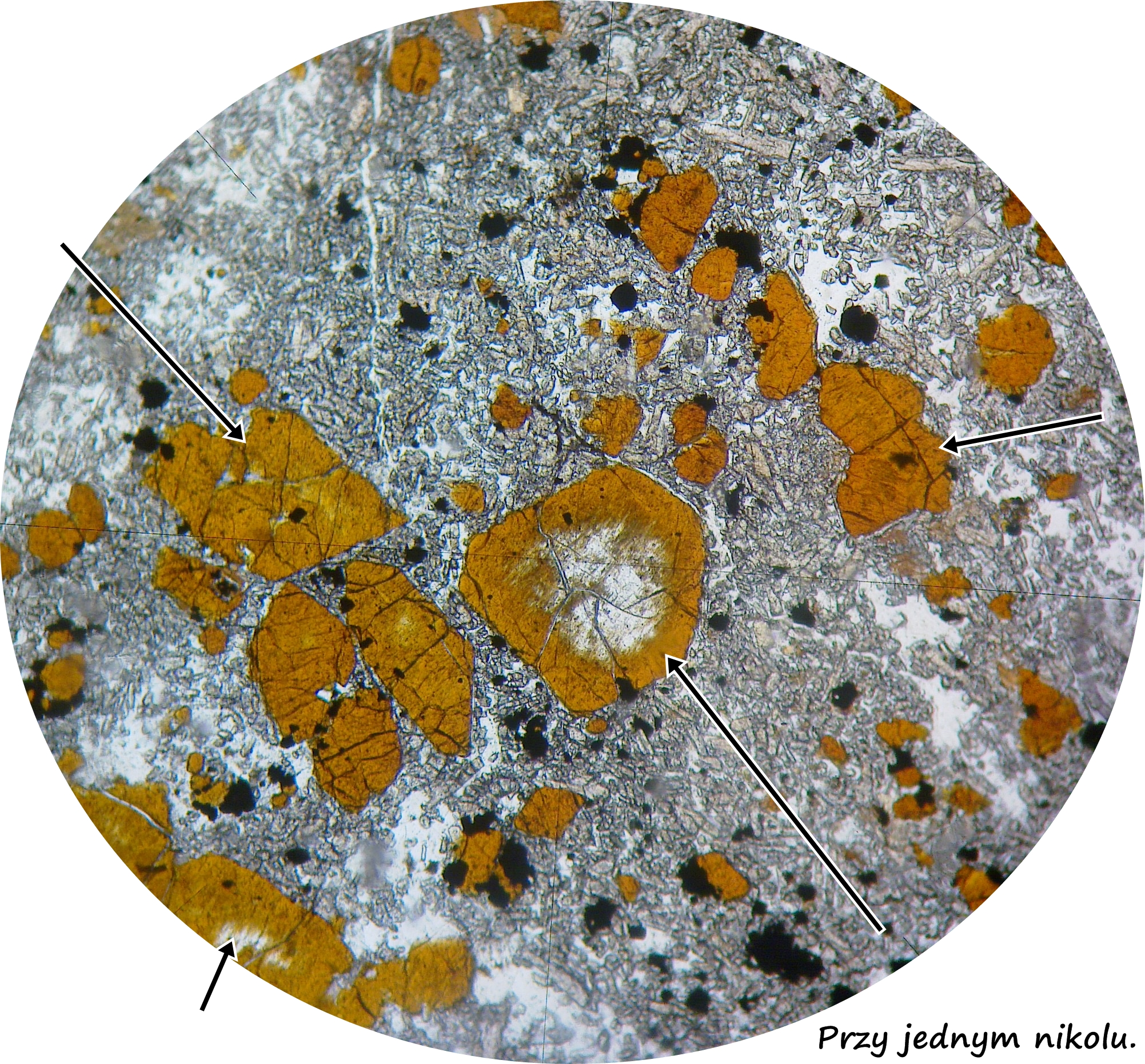
przy zastosowaniu jednego pryzmatu Nicola
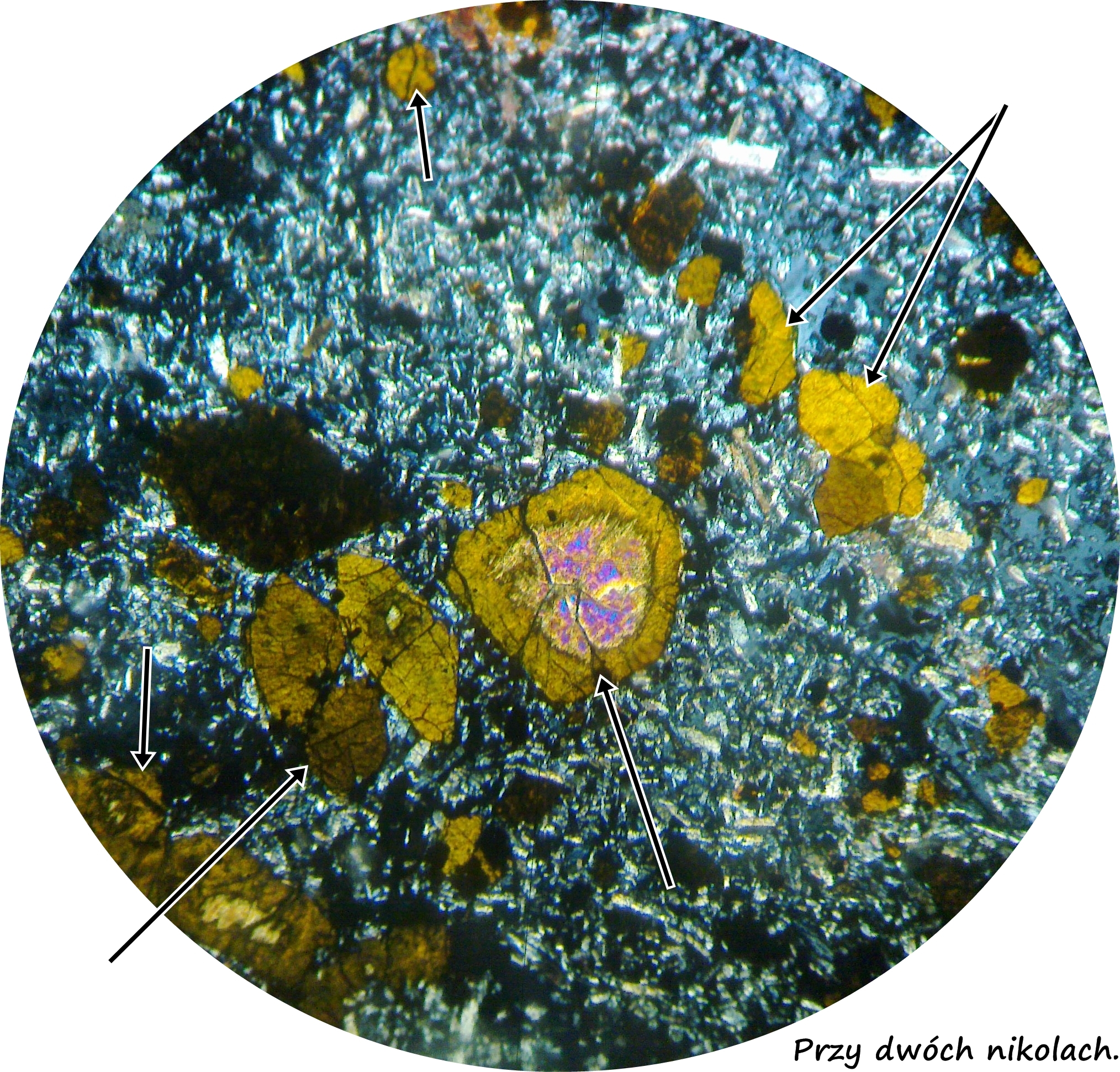
przy zastosowaniu dwóch skrzyżowanych pryzmatów Nicola

## Występowanie
Występuje w paleo-bazaltach (melafirach), w skałach zasadowych (wulkanitach): bazaltach, bazanitach, limburgitach.
W Polsce znany jest z melafirów okolic Krzeszowic, Alwerni oraz z bazaltów dolnośląskich.